# 茱莉亚·莎华拉
茱莉亚·莎华拉（Julia Sawalha；1968年9月9日—）是一位英国女演员，著名作品包括《荒唐阿姨》、《傲慢与偏见》等。

## 生平
1968年9月9日，她出生于伦敦旺茲沃思，是罗伯塔·莱恩（Roberta Lane）和演员纳迪姆·莎华拉的女儿，她的父亲出生在约旦米底巴，她名字来自于祖母，一位获得努爾王后颁奖的女商人。她有约旦、英国和法国胡格诺血统。
她曾就读于英格兰克拉珀姆的戏剧艺术学校（Theatre Arts School），1982年在BBC迷你剧《成名的痛苦》（Fame Is the Spur）中出道。

## 个人生活
她曾与在《校園新聞編輯室》片场认识的德克斯特·弗萊徹交往。
2004年1月1日，小道消息称她与在电视连续剧《幻术大师》中一同出演的艾伦·戴维斯结婚，但她和戴维斯都对此予以否认。